# SIAI S.12
Die SIAI (Savoia) S.12 war ein Flugboot, das als Aufklärer- und leichter Bomber geplant war und 1919 von Societa Idrovolanti Alta Italia in einem Exemplar hergestellt wurde. Die Maschine entstand aus den Erfahrungen mit der S.8 und S.9, kam jedoch nicht über das Prototypenstadium hinaus, da die italienische Marine kein Interesse an einer Beschaffung zeigte. SIAI hat daraufhin versucht die Maschine durch Teilnahmen an Rennsportveranstaltungen populär zu machen.

## Geschichte
Mit den Erfahrungen aus dem Ersten Weltkrieg entwickelte SIAI die S 12. Am 13. November 1918 erteilte SIAI dem Chefkonstrukteur Raffaele Conflenti den Auftrag zur Entwicklung der S.12. Conflenti orientierte sich an der S.9 und wählte auch den Fiat 12bis mit 300 PS als Antrieb, der sich schon in der S.8 und S.9 bewährt hatte. Der Rumpf sollte aus Holz bestehen und die Tragflächen mit Stoff bespannt werden. Der Prototyp hatte 1919 seinen Erstflug. Die italienische Marine hatte kein Interesse an einem weiteren Flugboottyp, und die Gespräche mit der Royal Navy kamen auch nicht zum Abschluss.
Um die Vermarktung zu unterstützen, nahm man an Rennen teil. Die S.12bis gewann am 20. September 1920 den Schneider-Trophy-Wettbewerb in Venedig mit einer Durchschnittsgeschwindigkeit von 170 km/h. Am 7. Januar 1921 erreichte sie bei Flügen am Lago Maggiore eine Höchstgeschwindigkeit von 222 km/h. Ab 1921 setzte die italienische Marine die S.12 als Demonstrationsflugzeug ein.

## Konstruktion
Die S.12 hatte, wie auch schon die S.8 und S.9 vor ihr, ein offenes Cockpit und eine Doppeldeckerauslegung. Die ursprüngliche 3-Mann-Militärversion wurde für die Verwendung als Rennflugzeug in eine 2-Mann-Variante umgebaut. Das Leitwerk war in der klassischen Kreuzform konstruiert. Der Antrieb der Rennversion war ein Ansaldo San Giorgio Motoren 4E-28 mit 480 PS mit einer Vierblatt-Holzluftschraube.

## Technische Daten
| Kenngröße             | Daten                                             |
| --------------------- | ------------------------------------------------- |
| Spannweite            | 15,7 m                                            |
| Länge                 | 10,8 m                                            |
| Höhe                  | 3,8 m                                             |
| Flügelfläche          | 52,2 m²                                           |
| Leermasse             | 1560 kg                                           |
| Startmasse            | 2360 kg                                           |
| Antrieb               | ein Ansaldo San Giorgio 4E-28 mit 480 PS (353 kW) |
| Reisegeschwindigkeit  | 172 km/h                                          |
| Höchstgeschwindigkeit | 222 km/h in 4000 m                                |
| Reichweite            | 850 km                                            |
| Dienstgipfelhöhe      | 6300 m                                            |
| Besatzung             | 2                                                 |